# Uğurlu, Kızılcahamam
Uğurlu là một xã thuộc huyện Kızılcahamam, tỉnh Ankara, Thổ Nhĩ Kỳ. Dân số thời điểm năm 2011 là 110 người.